# Episodi de Schlosshotel Orth (sesta stagione)
La sesta stagione della serie televisiva Schlosshotel Orth è stata trasmessa in anteprima in Germania dalla ZDF tra il 4 gennaio 2002 e il 7 giugno 2002.
| nº | Titolo originale        | Titolo italiano | Prima TV Germania | Prima TV Italia |
| -- | ----------------------- | --------------- | ----------------- | --------------- |
| 1  | Ein Wintertraum         | Inedito         | 4 gennaio 2002    | Inedito         |
| 2  | Alles oder nichts       | Inedito         | 11 gennaio 2002   | Inedito         |
| 3  | Verirrte Gefühle        | Inedito         | 18 gennaio 2002   | Inedito         |
| 4  | Spekulationen           | Inedito         | 25 gennaio 2002   | Inedito         |
| 5  | Der Lockvogel           | Inedito         | 1º febbraio 2002  | Inedito         |
| 6  | Verstimmungen           | Inedito         | 8 febbraio 2002   | Inedito         |
| 7  | Freundinnen             | Inedito         | 15 febbraio 2002  | Inedito         |
| 8  | Die Stunde der Sieger   | Inedito         | 1º marzo 2002     | Inedito         |
| 9  | Die Versuchung          | Inedito         | 8 marzo 2002      | Inedito         |
| 10 | Die Mutprobe            | Inedito         | 22 marzo 2002     | Inedito         |
| 11 | Der Kochkurs            | Inedito         | 5 aprile 2002     | Inedito         |
| 12 | Ein mütterlicher Rat    | Inedito         | 12 aprile 2002    | Inedito         |
| 13 | Eine Frage der Zeit     | Inedito         | 19 aprile 2002    | Inedito         |
| 14 | Wahre Liebe             | Inedito         | 26 aprile 2002    | Inedito         |
| 15 | Neue Ziele              | Inedito         | 3 maggio 2002     | Inedito         |
| 16 | Jeans und Abendkleid    | Inedito         | 10 maggio 2002    | Inedito         |
| 17 | Hoher Besuch            | Inedito         | 17 maggio 2002    | Inedito         |
| 18 | Ein harter Schlag       | Inedito         | 24 maggio 2002    | Inedito         |
| 19 | Familienangelegenheiten | Inedito         | 31 maggio 2002    | Inedito         |
| 20 | Die Auszeichnung        | Inedito         | 7 giugno 2002     | Inedito         |